# Балабанчево
Балабанчево е бивше село в Югоизточна България. То се намира в Община Сунгурларе, област Бургас.

## История
На заседание на Министерски съвет от 13 февруари 2013 г. е взето решение за закриване на село Балабанчево, поради липсата на постоянно живеещо население. Землището му е присъединено към град Сунгурларе.

## Население
| Балабанчево                                  | Балабанчево | Балабанчево | Балабанчево | Балабанчево | Балабанчево | Балабанчево | Балабанчево | Балабанчево | Балабанчево | Балабанчево | Балабанчево | Балабанчево | Балабанчево |
| -------------------------------------------- | ----------- | ----------- | ----------- | ----------- | ----------- | ----------- | ----------- | ----------- | ----------- | ----------- | ----------- | ----------- | ----------- |
| година                                       | 1934        | 1946        | 1956        | 1965        | 1975        | 1985        | 1992        | 2001        | 2011        |             |             |             |             |
| население                                    | 231         | 187         | 177         | 74          | 32          | 20          | 11          | 6           | 0           |             |             |             |             |
| Източници: Национален статистически институт |             |             |             |             |             |             |             |             |             |             |             |             |             |